# Dzielny mały Toster jedzie na Marsa
Dzielny mały Toster jedzie na Marsa (ang. The Brave Little Toaster Goes to Mars, 1998) – amerykański animowany film fantastycznonaukowy opowiadający o dalszych przygodach dzielnego Tostera i jego przyjaciół.
Jest to kontynuacja obu filmów: Dzielny mały Toster (1987) i Dzielny mały Toster ratuje przyjaciół (1997).
W Polsce film został wydany na DVD w wersji z lektorem.

## Fabuła
Dalsze przygody dzielnego małego Tostera, który razem z przyjaciółmi: Elektrycznym Kocem Blankym, Odkurzaczem Kirbym oraz Radiem i Lampą ma kolejne ważne zadanie do wypełnienia. Okazuje się, że stary Aparat Słuchowy za namową dziwnych głosów z Marsa musi opuścić dom. Niestety, okazuje się, iż z powodu pomyłki, znika Rob („Pan”). Przyjaciele, chcąc go ratować, muszą poprosić o pomoc dawnego znajomego z akademika – Wittgensteina i wyruszyć w podróż na Marsa.

## Obsada
- Deanna Oliver – Toster
- Eric Lloyd – Kocyk
- Timothy Stack – Lampa
- Roger Kabler – Radio
- Thurl Ravenscroft – Odkurzacz
- Chris Young – Bob
- Fyvush Finkel – Aparat słuchowy
- Alan King – Komandor Supreme
- Marc Allen Lewis – Lodówka
- Stephen Tobolowsky – Kalkulator
- Wayne Knight – Mikrofalówka
- Russi Taylor – Robbie
- DeForest Kelley – Wiking 1
- Kath Soucie – Tieselica
- Carol Channing – Fanny
- Brian Doyle-Murray – Wittgenstein